# Buthus dunlopi
Espèce
Buthus dunlopi est une espèce de scorpions de la famille des Buthidae.

## Distribution
Cette espèce est endémique de Tunisie. Elle se rencontre dans le gouvernorat de Tataouine vers Remada.

## Description
Le mâle holotype mesure 58,3 mm et la femelle paratype 54,2 mm.

## Étymologie
Cette espèce est nommée en l'honneur de Jason A. Dunlop.

## Publication originale
- (en) František Kovařík, « Review of Tunisian species of the genus Buthus with descriptions of two new species and a discussion of Ehrenberg's types (Scorpiones: Buthidae) », Euscorpius, no 34,‎ 2006, p. 1-16 (ISSN 1536-9307, lire en ligne, consulté le 20 décembre 2020).